# NGC 6048
NGC 6048 (другие обозначения — UGC 10124, MCG 12-15-38, ZWG 338.32, PGC 56484) — эллиптическая галактика (E) в созвездии Малая Медведица.
Этот объект входит в число перечисленных в оригинальной редакции «Нового общего каталога».